# Louise Hay Award
Il Louise Hay Award è un riconoscimento assegnato ogni anno ad una donna che si è distinta per il suo contributo nell'insegnamento della matematica. Fu stabilito dall'Association for Women in Mathematics nel 1990.

## Vincitori
Il Louise Hay Award è stato assegnato alle seguenti donne:
| Anno | Vincitrice                       |
| ---- | -------------------------------- |
| 2017 | Cathy Kessel                     |
| 2016 | Judy L. Walker                   |
| 2015 | T. Christine Stevens             |
| 2014 | Sybilla Beckmann                 |
| 2013 | Amy Cohen                        |
| 2012 | Bonnie Gold                      |
| 2011 | Patricia Campbell                |
| 2010 | Phyllis Chinn                    |
| 2009 | Deborah Loewenberg Ball          |
| 2008 | Harriet Pollatsek                |
| 2007 | Virginia McShane Warfield        |
| 2006 | Patricia Clark Kenschaft         |
| 2005 | Susanna Epp                      |
| 2004 | Bozenna Pasik-Duncan             |
| 2003 | Katherine Puckett Layton         |
| 2002 | Annie Selden                     |
| 2001 | Patricia D. Shure                |
| 2000 | Joan Ferrini-Mundy               |
| 1999 | Martha K. Smith                  |
| 1998 | Deborah Hughes Hallett           |
| 1997 | Marilyn Burns                    |
| 1996 | Glenda Lappan and Judith Roitman |
| 1995 | Etta Falconer                    |
| 1994 | Kaye A. de Ruiz                  |
| 1993 | Naomi Fisher                     |
| 1992 | Olga Beaver                      |
| 1991 | Shirley Frye                     |